# Эссеист
Эссеи́ст — автор эссе; то есть литературных произведений, основанных на спонтанном осмыслении личного опыта, выражении личного мнения, внутреннем диалоге с читателем.
В английском языке слово «эссеист» (англ. essayist) впервые использовал английский поэт и драматург Бен Джонсон в 1609 году.

## Эссеисты западноевропейской литературы
В качестве эссеистов выступали, например, в XIX веке Т. Карлейль, В. Хэзлитт, М. Арнолд, Оскар Уайльд, Р. У. Эмерсон, Г. Д. Торо, Артур Шопенгауэр, Фридрих Вильгельм Ницше и многие другие.
К известным эссеистам XX века можно отнести Б. Шоу, Г. Уэллса, Г. К. Честертона, Дж. Оруэлла, Т. Манна, Р. Роллана, А. Моруа, Ж. П. Сартра, Ч. Милоша, Умберто Эко.

## Русские эссеисты
В русской литературе первым эссеистом можно считать А. Н. Радищева («Путешествие из Петербурга в Москву»). Как эссеисты проявили себя В. Г. Белинский («Письмо к Гоголю»), А. И. Герцен («С того берега»), Ф. М. Достоевский («Дневник писателя»), Иосиф Бродский. В начале XX века к жанру эссе обращались В. И. Иванов, Д. С. Мережковский, Андрей Белый, Максим Горький, Иван Бунин, Осип Мандельштам, Лев Шестов, В. В. Розанов, Владимир Набоков («Эссе о драматургии»), позднее — Илья Эренбург, Юрий Олеша, Виктор Шкловский, Константин Паустовский, Иосиф Бродский, Лидия Гинзбург. В этом жанре работали учёные М. Бахтин, Ю. Лотман.

## Эссеисты и блогеры
Научно эссе определяется как «жанр глубоко персонифицированной журналистики, сочетающий подчёркнуто индивидуальную позицию автора с ее изложением, ориентированным на массовую аудиторию. Основой жанра является философское, публицистическое начало и свободная манера повествования. Эссе относится к жанрам с нестрого заданными характеристиками». Поэтому в XXI веке с его блогерским движением появилось множество подражаний жанру эссе, попыток подстроить под него любое высказывание от первого лица.
Способ различить эссеиста и блогера предложила исследователь жанра, доктор филологических наук Л. Г. Кайда: «Эссе — жанр спонтанный, неожиданный, а значит, и оригинальный. Для умеющих думать и обладающих эрудицией… Не часто встретишь человека, умеющего мыслить спонтанно и оригинально. Надежный способ понять, что такое эссе — читать, „вычитывая“ из текста личность пищущего. А творчеству научить нельзя».